# Az-Zubāra
Az-Zubāra (arabisch الزبارة, DMG az-Zubāra) ist eine unbewohnte und verfallene historische Stadt an der Nordküste von Katar, die etwa 105 km von Doha entfernt ist und in der Gemeinde asch-Schamal liegt. Das am besten erhaltene Objekt der Stätte ist das az-Zubāra-Fort, das öffentlich zugänglich ist.
Es handelt sich um einen ehemaligen Handelsposten und Fischereihafen (mit Perlenzucht) am Persischen Golf, der seine Blütezeit im 18. und 19. Jahrhundert erlebte.

## Geschichte
Die ummauerte Küstenstadt az-Zubāra am Persischen Golf florierte im späten 18. und frühen 19. Jahrhundert als Perlen- und Handelszentrum, bevor sie 1811 zerstört und Anfang des 20. Jahrhunderts komplett aufgegeben wurde. Az-Zubāra wurde von Kaufleuten aus Kuwait gegründet und unterhielt Handelsverbindungen zur arabischen Halbinsel, Persien und in den Indischen Ozean. Die Überreste der Siedlung wurden unter angewehtem Sand begraben. Bisher wurde nur ein kleiner Teil der Stätte ausgegraben. Die Küstenstadt az-Zubāra ist ein herausragendes Beispiel einer städtischen Handels- und Perlentauchertradition, die im Persischen Golf weit verbreitet ist. Diese Wirtschaftsstruktur führte zur Entwicklung kleiner unabhängiger Staaten, die außerhalb des Einflusses der Osmanen, Europäer und Perser florierten und schließlich zur Entstehung der heutigen Golfstaaten führten.

## Welterbe

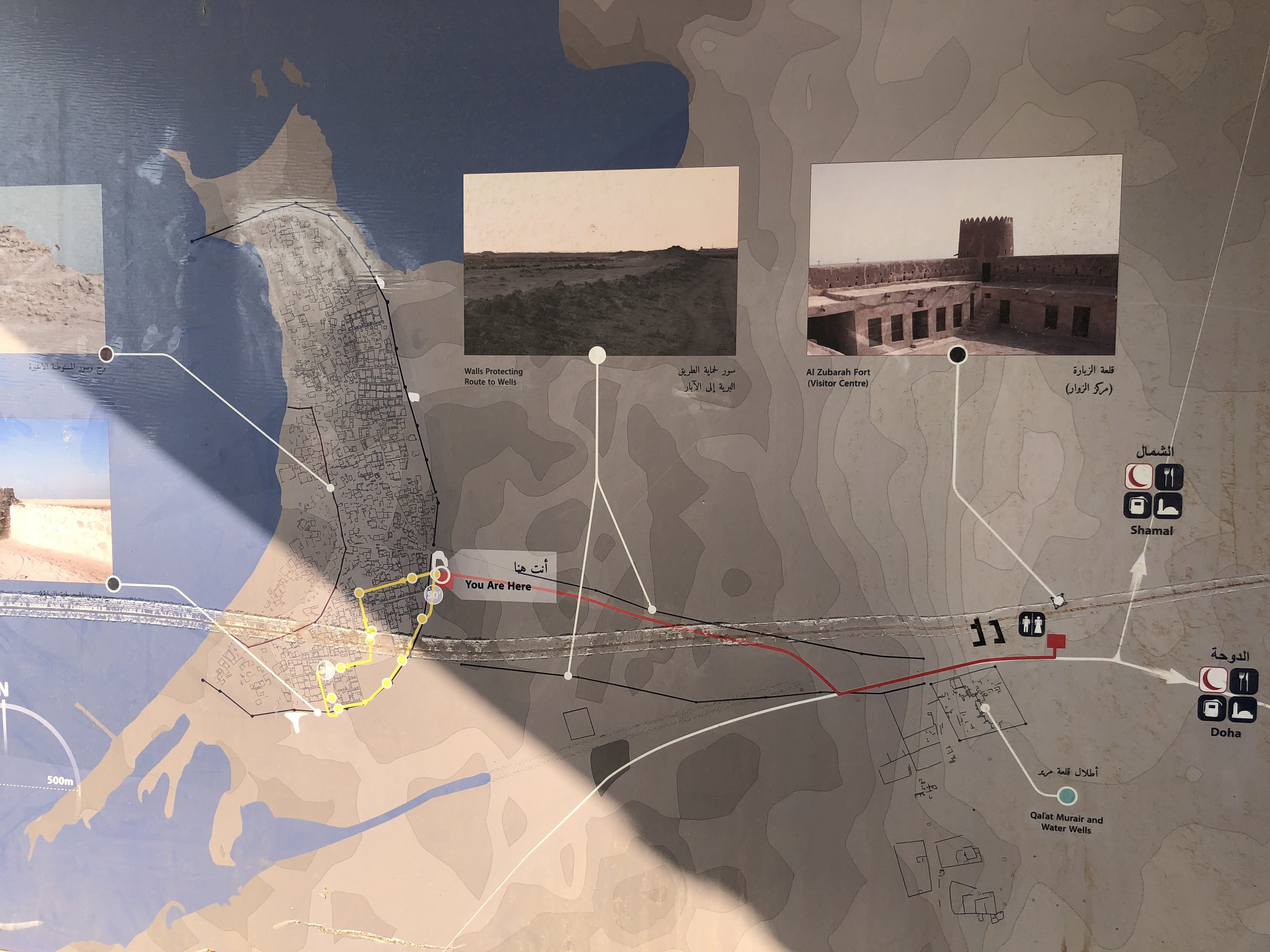
Karte der archäologischen Stätte

Die Stätte gehört seit 2013 zum UNESCO-Weltkulturerbe. Heute umfasst die Stätte eine Fläche von 60 Hektar mit Resten von Häusern, Moscheen, großen befestigten Gebäuden und einem Souq. Obwohl kein Gebäude mehr intakt ist, ist die Stätte seit ihrer Aufgabe weitgehend unberührt geblieben. Der Stadtgrundriss ist gut erhalten und zahlreiche Gegenstände konnten geborgen werden.